# شهاب حسینی
شهاب حسینی (زادهٔ ۱۴ بهمن ۱۳۵۲) بازیگر و تهیه‌کنندهٔ ایرانی است. او برای بازی در شمعی در باد (۱۳۸۲) و رستگاری در هشت و بیست دقیقه (۱۳۸۳) نامزد سیمرغ بلورین بهترین بازیگر نقش مکمل مرد جشنواره فیلم فجر شد. اولین همکاری او با حسن فتحی در مدار صفر درجه بود و می‌توان بهترین کاراکتری را که ایفا نمود، بازی در نقش قباد در سریال شهرزاد دانست. حسینی در سال ۱۳۸۷ با بازی در فیلم سوپر استار جایزهٔ سیمرغ بلورین بهترین بازیگر نقش اول مرد جشنواره فیلم فجر را دریافت کرد.
حسینی خرس نقره‌ای بهترین بازیگر مرد از جشنواره بین‌المللی فیلم برلین ۲۰۱۱ را به‌همراه گروه بازیگران فیلم جدایی نادر از سیمین کسب کرد. او در جشنواره فیلم کن ۲۰۱۶ نیز با ایفای نقش در فیلم فروشنده توانست جایزهٔ بهترین بازیگر مرد جشنواره فیلم کن را به خود اختصاص بدهد. وی اولین بازیگر ایرانی و تنها بازیگر مرد ایرانی است که برنده این جایزه شده است. دولت فرانسه در سال ۱۳۹۸ نشان لژیون دونور را به او داد.

## زندگی شخصی
شهاب حسینی با نام تولد سید شهاب‌الدین حسینی تنکابنی، ۱۴ بهمن ۱۳۵۲ در تهران به دنیا آمد. او نخستین فرزند خانواده است و یک برادر و دو خواهر دارد. اصلیت او به تنکابن مازندران برمی‌گردد. او چند سالی را نیز در دوران کودکی همراه با خانواده در خرم‌آباد زندگی کرد. تحصیلات دانشگاهی‌اش در رشتهٔ روان‌شناسی دانشگاه تهران بود که آن را به قصد مهاجرت به کانادا ناتمام گذاشت. او کار خود در بخش هنر را با تئاتر دانشجویی و سپس، گویندگی در رادیو آغاز کرد.
حسینی در سال ۱۳۷۴ با پریچهر قنبری ازدواج کرد. فرزند نخست او با نام سید محمدامین در زمستان ۱۳۸۲ و فرزند دوم او به نام سید امیرعلی در تابستان ۱۳۹۰ به دنیا آمدند. حسینی در سال ۱۳۹۸ با ساناز ارجمند (عکاس و فیلمبردار)، ازدواج کرد.

## فعالیت‌ها و کارنامه

### اجرا
فعالیت شهاب حسینی با گویندگی در رادیو آغاز شد و در سال ۱۳۷۷ با اجرا در تلویزیون ایران، کارش را ادامه داد. حسینی در برنامه‌ای به نام اکسیژن در تلویزیون ظاهر شد. وی در چند برنامهٔ دیگر مانند برپا برپا، رنگ صبح، و سایه روشن به عنوان مجری نمایان شد. وی همچنین در برنامهٔ رادیویی دو نیمه سیب، صدای ما و گلبانگ شادی به گویندگی پرداخت و در سال ۱۳۹۴ در برنامهٔ سحرگاهی به عنوان راوی حضور داشت.
شهاب حسینی در سال ۱۳۹۹ به اجرای یک برنامه در رسانه خانگی به نام هم‌رفیق پرداخت که نخستین قسمت این مجموعه در ۲۰ آذر ۱۳۹۹ از نماوا پخش شد.

### تلویزیون
حسینی در سال ۱۳۷۹ با سریال پس از باران پا به عرصهٔ بازیگری گذاشت. در سال ۱۳۸۰ در سریال پلیس جوان و در سال ۱۳۸۲ در سریال تب سرد به ایفای نقش پرداخت. وی در سال ۱۳۸۵ در سریال مدار صفر درجه در نقش حبیب پارسا به ایفای نقش پرداخت و این سریال دورهٔ اوج وی در تلویزیون بود.
مدار صفر درجه به کارگردانی حسن فتحی و ساختهٔ مشترک کشورهای ایران، مجارستان، فرانسه و لبنان است.
حسینی در سال ۱۳۸۸ در نقش عباس بابایی در سریال شوق پرواز ظاهر شد و این سریال نیز به موفقیت در نزد مخاطبان دست یافت. شهرزاد در سال ۱۳۹۳ نخستین کار او در رسانهٔ خانگی و دومین همکاری او با حسن فتحی می‌باشد. شهاب حسینی در شهرزاد در نقش قباد بازی کرد.
با وجود فعالیت متعدد در سینما، همکاری شهاب حسینی با تلویزیون ادامه داشته است. او در چند فصل از سریال انیمیشن شکرستان، پس از درگذشت مرتضی احمدی، نقش راوی را برعهده گرفت.

### سینما
شهاب حسینی در سال ۱۳۸۰ با بازی در فیلم رخساره ساختهٔ امیر قویدل وارد سینما شد. حسینی در سال‌های ۱۳۸۱ تا ۱۳۸۳ در فیلم‌های واکنش پنجم به کارگردانی تهمینه میلانی و این زن حرف نمی‌زند به کارگردانی علیرضا امینی و زهر عسل به کارگردانی ابراهیم شیبانی و رستگاری در هشت و بیست دقیقه به کارگردانی سیروس الوند ایفای نقش کرد و به عنوان یک بازیگر، بیش از پیش مطرح شد و توانست برای بازی در شمعی در باد در شخصیت بابک و رستگاری در هشت و بیست دقیقه در شخصیت فؤاد، دو سال پیاپی نامزد سیمرغ بلورین بهترین بازیگر نقش مکمل مرد جشنوارهٔ فجر شود. وی در سال ۱۳۸۳ در فیلم قتل آنلاین و سپس در سال ۱۳۸۴ در فیلم پیشنهاد ۵۰ میلیونی به ایفای نقش پرداخت.
او برای بازی در فیلم‌های بچه‌های ابدی، شمعی در باد، محیا و دل شکسته در سال ۱۳۸۶ مورد توجه قرار گرفت. حسینی در سال ۱۳۸۶ برای فیلم محیا موفق به کسب دیپلم افتخار بهترین بازیگر نقش اول مرد جشنوارهٔ فیلم فجر شد. سال ۱۳۸۷ و ۱۳۸۸ دو سال درخشان برای وی بود. او در دل شکسته ساختهٔ علی روئین‌تن، دربارهٔ الی ساختهٔ اصغر فرهادی، سوپراستار، اثر تهمینه میلانی، حوالی اتوبان ساختهٔ شهرام اسدی و پرسه در مه از بهرام توکلی، بازی‌های متفاوت و قابل توجهی را به نمایش گذاشت و با هنرمندی با نقش کوروش زند در فیلم سوپر استار به اوج محبوبیت و شهرت رسید.
حسینی برای فیلم سوپر استار، سیمرغ بلورین بهترین بازیگر نقش اول مرد جشنوارهٔ فجر را دریافت کرد و به خاطر فیلم‌های پرسه در مه و دربارهٔ الی، جایزهٔ بهترین بازیگر نقش اول مرد جشن خانهٔ سینما را به تالار دستاوردهای خود افزود. وی در فیلم دربارهٔ الی یکی از مهم‌ترین بازی‌های خود را با شخصیت احمد ایفا نمود و در پرسه در مه با نقش امین، بازی دگرگون شده‌ای از خود به نمایش گذاشت. نیلوفر ساختهٔ سابین ژمایل در سال ۲۰۰۸ یکمین کار او با کارگردانان غیر ایرانی بود.
حسینی در سال ۱۳۸۹ بار دیگر با اصغر فرهادی همکاری کرد و در فیلم جدایی نادر از سیمین به ایفای نقش در نقش حجت پرداخت. این فیلم برای او نخستین دست‌آورد بین‌المللی‌اش را به ارمغان آورد و حسینی توانست خرس نقره‌ای بهترین بازیگر مرد جشنوارهٔ بین‌المللی فیلم برلین ۲۰۱۱ را به همراه دیگر بازیگران مرد این فیلم به دست آورد و تندیس زرین بهترین بازیگر نقش مکمل مرد جشن خانهٔ سینما و دیپلم افتخار جشنوارهٔ فجر را دریافت نماید. بازی او مورد توجه انجمن بین‌المللی سینه فیلی قرار گرفت و نامزد دریافت جایزهٔ آی.سی. اس به عنوان بهترین بازیگر نقش مکمل مرد شد. از دید کارشناسان، بازی حسینی در جدایی نادر از سیمین یکی از ماندگارترین نقش‌های او به عنوان بازیگر بوده است.
شهاب حسینی در نظرسنجی برنامهٔ هفت در سال ۱۳۹۲ به عنوان بهترین بازیگر دههٔ هشتاد ایران انتخاب شد.
یکی می‌خواد باهات حرف بزنه در سال ۱۳۹۰، هیس! دخترها فریاد نمی‌زنند، حوض نقاشی و تعبیر خواب در سال ۱۳۹۱ از دیگر آثار قابل توجه او به‌شمار می‌روند. بازی وی در حوض نقاشی با سبک متد اکتینگ در نقش رضا، یکی از بازی‌های قابل توجه او محسوب می‌شود و وی به خاطر ایفای نقش در این فیلم جایزهٔ ویژهٔ بهترین بازیگر مرد جشنوارهٔ فیلم لیسبون را دریافت نمود. حسینی در سال ۱۳۹۳ به پروژهٔ فیلم دوران عاشقی پیوست و با بازی خود برای دومین بار نامزد دریافت سیمرغ بلورین بهترین بازیگر نقش اول مرد جشنوارهٔ فیلم فجر شد. وی در همین سال یکمین فعالیت کارگردانی خود را با فیلم ساکن طبقه وسط آغاز نمود و خود، ۳۸ نقش ناهمتا را در این اثر ارائه داد.
حسینی در سال ۱۳۹۴ به پروژهٔ فروشنده، هفتمین فیلم بلند اصغر فرهادی پیوست و نقش عماد را بازی کرد. این سومین همکاری وی با اصغر فرهادی به‌شمار می‌آمد. حسینی در سال ۲۰۱۶ به موفقیت بزرگی دست یافت و توانست با ایفای نقش در فیلم فروشنده، تندیس بهترین بازیگر مرد جشنوارهٔ فیلم کن را به‌دست‌آورد. دریافت این جایزه که برای بار نخست در تاریخ بازیگری سینما و هنر ایران اتفاق افتاد با واکنش‌های مثبت ایرانیان روبرو شد. حسینی در همین سال جایزهٔ بهترین بازیگر مرد جشنواره فیلم اکشن ان فیلم آمریکا را برای بازی در فیلم هیس! دخترها فریاد نمی‌زنند به‌دست‌آورد.

### کارگردانی
شهاب حسینی در سال ۱۳۹۲ کارگردانی را با فیلم ساکن طبقه وسط آغاز کرد، فیلم داستان مردی را روایت می‌کند که با ورودش به یک ساختمان جدید، رویدادهای تازه‌ای در زندگی او رخ می‌دهد. وی در سال ۱۳۹۴، فیلم کوتاه بیا با من را به همراه علیرضا نسایی و سینا آذین کارگردانی نمود. آخرین ساختهٔ دست او به عنوان کارگردان، فیلم مقیمان ناکجا و نویسنده مرده است می‌باشد.

### تهیه‌کنندگی
- خورشید نیمه شب به کارگردانی شبیر شیرازی[۲۰][۲۱][۲۲]
- شین به کارگردانی میثم کزازی[۲۳][۲۴][۲۵][۲۶]
- نرگسی به کارگردانی پیام اسکندری[۲۷][۲۸][۲۹]
- مقیمان ناکجا به کارگردانی شهاب حسینی[۳۰][۳۱][۳۲][۳۳]

### دیگر کارها
خورشید نیمه شب (۱۳۹۴) فیلمی به کارگردانی شبیر شیرازی است که حسینی تهیه‌کننده آن بود.
داوری جشنواره فیلم مهاجرین غازی عینتاب ترکیه در ۱۳۹۹ یکی از دیگر فعالیت‌های وی در عرصه هنری است. حسینی در چهلمین جشنواره فیلم فجر ۱۴۰۰ عضو هیئت داوران بود.

## دیدگاه و حاشیه‌ها

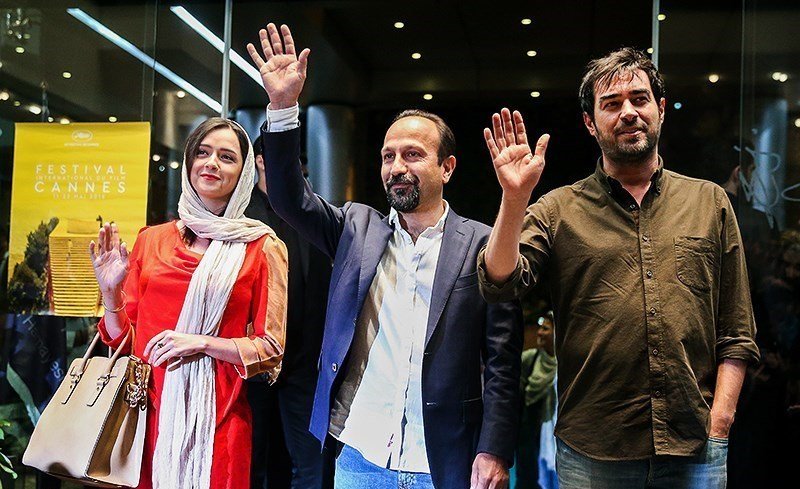
شهاب حسینی در کنار اصغر فرهادی و ترانه علیدوستی

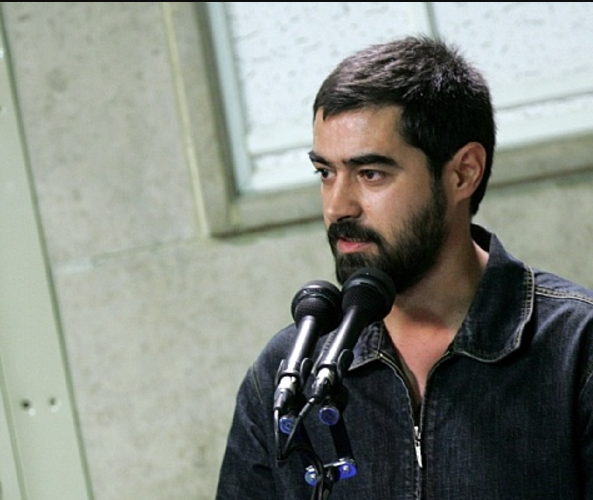
شهاب حسینی در حال سخنرانی در دیدار هنرمندان با رهبر جمهوری اسلامی ایران، ۱۳۸۹

### انتخابات ۱۳۸۸
شهاب حسینی در انتخابات ریاست‌جمهوری ایران با انتشار فایل صوتی از میرحسین موسوی حمایت کرد و همچنین از امضا کنندگان بیانیهٔ فهرست ۸۰۰ نفرهٔ حامیان نامزدی میرحسین موسوی در انتخابات ریاست‌جمهوری بود.

### ۳۸ نقش
نخستین اثر شهاب حسینی در مقام کارگردان، فیلم ساکن طبقهٔ وسط بود که به عنوان بازیگر نیز در این فیلم به ایفای نقش پرداخت. شهاب حسینی در ساکن طبقهٔ وسط، نقش ۳۸ شخصیت ناهمتا را بازی کرد که به نوعی یک حدنصاب جهانی به حساب می‌آید. پیشتر در سینمای جهان نیز این اتفاق افتاده بود که از آن جمله می‌توان به بازی بازیگرانی چون پیتر سلرز در فیلم دکتر استرنجلاو، ساختهٔ استنلی کوبریک و دیتر هالروردن در فیلم دی دی و ارثیهٔ فامیلی اشاره کرد که در چند نقش بازی کرده بودند.

### تقدیم جایزه
شهاب حسینی بعد از دریافت جایزهٔ بهترین بازیگر جشنوارهٔ کن گفت: «این جایزه به نوعی از مردم من آمده بنابراین آن را به خودشان برمی‌گردانم. این جایزه را با تمام وجود و از اعماق قلب‌ام و با عشق به مردم سرزمین‌ام تقدیم می‌کنم.»
شهاب حسینی در بازگشت به ایران در نشست مطبوعاتی با اشاره به این‌که جایزهٔ بهترین بازیگر مرد در جشنوارهٔ فیلم کن را در نیمهٔ شعبان، زادروز امام دوازدهم شیعیان دریافت کرده است، گفت: «بخشی از این موفقیت را که خود در آن سهیم بودم را به عنوان هدیه به منجی بشریت تقدیم می‌کنم.» این حرکت حسینی، بازتاب‌هایی داشته و مورد توجه روزنامهٔ فیگارو و همچنین شبکه‌های اجتماعی و برخی سایت‌ها قرار گرفت. برخی کاربران این نکته را یادآوری کرده بودند که شهاب حسینی پیشتر و در جشنواره کن جایزه‌اش را به «مردم ایران» تقدیم کرده بود.

### جنجال نشریه لثارات
نشریهٔ یا لثارات الحسین بعد از برگزاری جشن حافظ ۱۳۹۵ مطلبی را با عنوان «همهٔ سرمایه‌های یک جشن» و «دیوث کیست» منتشر نمود که مطالب تند و بی‌سابقه‌ای در آن علیه هنرمندان بود. شهاب حسینی با انتشار متنی در صفحهٔ شخصی خود در اینستاگرام نسبت به متن نشری یالثارات دربارهٔ هنرمندان سینما واکنش نشان داد و نوشت: «آقایان نه چندان محترم و مجهول‌الحال که با وقاحت تمام اقدام به چاپ مطلبی در شرم‌نامهٔ خود کردید، پاسخ سوال‌تان ساده است. دستان شما شایستهٔ حرمت قلم نیست. آن را زمین بگذارید و به هم‌کیشان داعشی خود بپیوندید. برای آوردن نام هنر و هنرمندان این مرز و بوم دهان خود را آب بکشید که به هیچ عنوان صلاحیت اظهار نظر در مورد محبوب دل این مردم را ندارید.»

### سی و هشتمین جشنواره فیلم فجر
به دنبال سرنگونی هواپیمای مسافربری شرکت اوکراین اینترنشنال توسط سپاه پاسداران انقلاب اسلامی، مسعود کیمیایی از جمله نخستین هنرمندانی بود که با انتشار ویدیویی کوتاه، اعتراض خود را اعلام نمود و از حضور در فجر سی و هشتم انصراف داد. پس از آن بسیاری از هنرمندان ایرانی در رشته‌های مختلف، به نشانهٔ اعتراض به وضعیت موجود و همدلی با خانواده‌های «قربانیان حوادث اخیر»، از حضور در جشنواره‌های فجر انصراف دادند.
در مقابلِ هنرمندانی که جشنواره‌های فجر را تحریم کردند، عده‌ای با تحریم مخالفت نمودند. شهاب حسینی، یکی از این هنرمندان بود که در صفحهٔ اینستاگرامش نوشت: «این انصراف‌ها دامن زدن به افتراق جامعه بین خودی و ناخودی است. وقتی که جامعه و مردم به همبستگی و دل‌داری نیازمندند، این تفکر که کسانی که انصراف نمی‌دهند هم‌درد و شریک حال مردم نیستند، اشتباه است.»
در ۱۹ بهمن ۱۳۹۸ شهاب حسینی، با حضور در جشنوارهٔ فجر به کسانی که این جشنواره را تحریم کرده بودند، از جمله مسعود کیمیایی حمله کرد.
شهاب حسینی تهیه‌کننده و بازیگر فیلم «شین» در نشست خبری این فیلم که در پردیس سینمایی ملت برگزار شد، به صورت تلویحی به مسعود کیمیایی اشاره کرد و گفت: «من نمی‌توانم ساکت بنشینم که استاد پیشکسوت سینما که روند کاری‌اش پیش روی تماشاگر است، امسال باز هم فیلم نمی‌سازد که مطمئن است برخورد بدی با اثرش می‌شود و آن روغن ریخته را نذر امام‌زاده می‌کنند و سنگ بنایی را می‌گذارند که نتیجه‌اش چیزی جز نفرت‌پراکنی نیست و بقیه را هم در یک آمپاس اخلاقی قرار می‌دهد. این بی‌انصافی است که آدم آنقدر خودخواه باشد و به نوعی حرف بزند که ملاحظهٔ هیچ‌کس را در آن نکند.»
پس از این رخداد، هنرمندان بسیاری از جمله: منیژه حکمت (تهیه‌کننده و کارگردان سینما)، حامد اسماعیلیون (نویسندهٔ ایرانی که همسرش پریسا اقبالیان و دخترش ری‌را، از کشته‌شدگان هواپیمای اوکراینی بودند)، پولاد کیمیایی
و کانون کارگردانان سینمای ایران، موضع‌گیری شهاب حسینی را محکوم کردند. در متن بیانیهٔ کانون کارگردانان آمده است:
«شورای مرکزی کانون کارگردانان هر گونه بی‌احترامی، اتهام و اظهارات ناشایست نسبت به تنها یک ابراز عقیده و نظر شخصی، آن‌هم از سوی «مسعود کیمیایی» فیلم‌ساز برجستهٔ موج نوی سینمای ایران را به‌شدت محکوم می‌کند. بسیار متأسفیم که در تریبون رسمی جشنوارهٔ فیلم فجر فرصت این بی‌حرمتی‌ها انجام می‌شود و جشنواره این چنین جولانگاه تخریب هنرمندان شده است.»

### تزریق واکسن کووید-۱۹ در آمریکا
در بهمن ۱۳۹۹، فیلم و تصاویری از شهاب حسینی پخش شد که او در ایالات متحده آمریکا در حال تزریق واکسن کووید-۱۹ است. او بعداً تأیید کرد که در حال تزریق واکسن بوده است. شهاب حسینی در حالی واکسن زد که در آمریکا هنوز کارکنان بهداشت و درمان و افراد پرخطر، واکسن دریافت نکرده بودند.
با توجه به شرایط دشوار نگهداری واکسن‌های فایزر و مدرنا، در آمریکا واکسن‌های مازاد در هر مرکز برای جلوگیری از هدر رفتن، بین افراد عادی که در همان لحظه در نزدیکی همان مرکز که با واکسن مازاد مواجه شده حضور داشته باشند توزیع می‌شود برخی کاربران شبکه اجتماعی به مقایسه اظهارات او در گذشته مثل حمایت از علی خامنه‌ای یا دفاع از مواضع جمهوری اسلامی که در تناقض با مخالفت خامنه‌ای با ورود واکسن با مبدأ آمریکایی به ایران بود، پرداختند.
شهاب حسینی پس از انتشار فیلم واکسن زدنش در آمریکا، مورد هجمه برخی کاربران فضای مجازی قرار گرفت و با انتشار پستی در صفحه شخصی اینستاگرام از این شبکه اجتماعی خداحافظی کرد.
شهاب حسینی دربارهٔ این حواشی توضیح داد؛ «به اصرار یکی از دوستان که برای آغاز یک کار سینمایی همراهی‌ام می‌کرد، در صف واکسن مازاد ایستادیم تا شانس خود را امتحان کنیم. در آمریکا برای مراکز سالمندان و سایر مراکز در اولویت، همیشه چیزی حدود ۲۰درصد واکسن اضافه در نظر گرفته می‌شود تا در صورت شکستگی یا اتفاقات غیرمترقبه، مشکلی برای جامعه هدف به وجود نیاید. پس از اتمام کار، مازاد را بین مردم عادی توزیع و تزریق می‌کنند. در ضمن این واکسن‌ها بعد از خروج از دمای یخ‌زدگی چون قابلیت برگشت و استرداد ندارند، مازادش به مردم عادی تزریق می‌شود، کل ماجرا همین بود. اتفاقی که برای هر کسی می‌تواند بیفتد.»

## جوایز
| سال  | عنوان جایزه                                                                        | فیلم                                                                          | نتیجه    |
| ---- | ---------------------------------------------------------------------------------- | ----------------------------------------------------------------------------- | -------- |
| ۲۰۲۱ | بهترین بازیگر نقش مکمل مرد جشنواره پکن                                             | اولین برف                                                                     | پیروز    |
| ۲۰۲۱ | بهترین بازیگر نقش اول مرد از جوایز سینمایی یوسی در کشور فنلاند                     | اولین برف                                                                     | پیروز    |
| ۲۰۲۰ | بهترین بازیگر نقش اول مرد از جشنواره مولین دو ری اسپانیا                           | آن شب                                                                         | پیروز    |
| ۲۰۲۰ | بهترین بازیگر نقش اول مرد از جشنواره فیلمهای ایرانی سانفرانسیسکو                   | هزارتو                                                                        | پیروز    |
| ۲۰۲۰ | نشان شوالیهٔ کشور فرانسه                                                            | به خاطر خلاقیت هنری یا ادبی و مشارکت در تلألوی هنر و ادب، در فرانسه و در جهان | پیروز    |
| ۲۰۱۷ | مدال طلائی بهترین دستاورد هنری از دانشگاه ALU کالیفرنیا                            | نمایش اعتراف                                                                  | پیروز    |
| ۱۳۹۶ | بهترین بازیگر مرد در جشن خانه سینما                                                | فروشنده                                                                       | پیروز    |
| ۱۳۹۶ | بهترین بازیگر مرد در جشن حافظ                                                      | فروشنده                                                                       | پیروز    |
| ۱۳۹۵ | جایزه ویژه و تندیس دیپلم افتخار بهترین بازیگر مرد از جشنواره بین‌المللی فیلم مقاومت | شوق پرواز                                                                     | پیروز    |
| ۱۳۹۵ | بهترین بازیگر نقش اول مرد از جشنواره مردمی فیلم و عکس چهل چراغ                     | دل‌شکسته                                                                       | پیروز    |
| ۱۳۹۵ | تندیس حافظ بهترین بازیگر مرد درام تلویزیونی جشن دنیای تصویر                        | شهرزاد                                                                        | نامزدشده |
| ۲۰۱۶ | بهترین کارگردانی از جشنواره فیلم Action on فیلم آمریکا                             | ساکن طبقه وسط                                                                 | پیروز    |
| ۲۰۱۶ | بهترین بازیگر از جشنواره فیلم Action on فیلم آمریکا                                | هیس! دخترها فریاد نمی‌زنند                                                     | پیروز    |
| ۲۰۱۶ | نخل طلا جایزه بهترین بازیگر مرد جشنواره فیلم کن                                    | فروشنده                                                                       | پیروز    |
| ۱۳۹۴ | تندیس زرین و دیپلم افتخار بهترین بازیگر نقش اول مرد جشنواره بین‌المللی فیلم شهر     | تعبیرخواب                                                                     | پیروز    |
| ۱۳۹۳ | سیمرغ بلورین بهترین بازیگر نقش اول مرد جشنواره فیلم فجر                            | دوران عاشقی                                                                   | نامزدشده |
| ۲۰۱۴ | بهترین بازیگر نقش اول مرد جشنواره فیلم لیسبون                                      | حوض نقاشی                                                                     | پیروز    |
| ۱۳۹۳ | بهترین بازیگر نقش اول مرد جشن خانه سینما                                           | حوض نقاشی                                                                     | نامزدشده |
| ۱۳۹۲ | دیپلم افتخار بهترین بازیگر نقش اول مرد جشن انجمن منتقدان و نویسندگان سینمایی ایران | حوض نقاشی                                                                     | پیروز    |
| ۲۰۱۳ | بهترین بازیگر نقش اول مرد جشنواره بین‌المللی فیلم و تلویزیون دتکتیو فست             | تعبیرخواب                                                                     | پیروز    |
| ۱۳۹۲ | بهترین بازیگر نقش اول مرد جشنواره بین‌المللی فیلم یاس                               | تعبیرخواب                                                                     | نامزدشده |
| ۱۳۹۲ | بهترین بازیگر نقش اول مرد جشنواره جام جم                                           | تعبیرخواب                                                                     | نامزدشده |
| ۱۳۹۲ | بهترین بازیگر نقش اول مرد جشنواره میلاد سرخ                                        | تعبیرخواب                                                                     | نامزدشده |
| ۱۳۹۲ | دیپلم افتخار جشن انجمن منتقدان و نویسندگان سینمایی ایران                           | حوض نقاشی                                                                     | پیروز    |
| ۱۳۹۱ | بهترین بازیگر نقش اول مرد جشنواره بین‌المللی فیلم یاس                               | تنهایی                                                                        | پیروز    |
| ۲۰۱۲ | بهترین بازیگر نقش مکمل مرد انجمن بین‌المللی سینه فیلی، جایزه ICS                    | جدایی نادر از سیمین                                                           | نامزدشده |
| ۲۰۱۲ | بهترین بازیگر نقش مکمل مرد انجمن فیلم مستقل کلوترودیس                              | جدایی نادر از سیمین                                                           | نامزدشده |
| ۱۳۹۰ | بهترین بازیگر نقش مکمل مرد جشن خانه سینما                                          | جدایی نادر از سیمین                                                           | پیروز    |
| ۲۰۱۱ | خرس نقره‌ای جشنواره بین‌المللی فیلم برلین بهترین گروه بازیگران مرد                   | جدایی نادر از سیمین                                                           | پیروز    |
| ۱۳۹۰ | تندیس بهترین بازیگر نقش مکمل مرد جشن انجمن منتقدان و نویسندگان سینمایی ایران       | جدایی نادر از سیمین                                                           | پیروز    |
| ۱۳۸۹ | دیپلم افتخار بهترین بازیگر نقش مکمل مرد جشنواره فیلم فجر                           | جدایی نادر از سیمین                                                           | پیروز    |
| ۱۳۸۹ | تندیس حافظ بهترین بازیگر مرد جشن دنیای تصویر                                       | سوپراستار و دربارهٔ الی                                                        | پیروز    |
| ۱۳۸۹ | تندیس بهترین بازیگر نقش اول مرد از جشن انجمن منتقدان و نویسندگان سینمایی ایران     | پرسه در مه                                                                    | پیروز    |
| ۱۳۸۹ | بهترین بازیگر نقش اول مرد جشن خانه سینما                                           | پرسه در مه و درباره الی                                                       | پیروز    |
| ۱۳۸۹ | دیپلم افتخار بهترین بازیگر نقش مکمل مرد جشنواره فیلم فجر                           | جدایی نادر از سیمین                                                           | پیروز    |
| ۱۳۸۸ | تندیس بهترین بازیگر نقش اول مرد جشن انجمن منتقدان و نویسندگان سینمایی ایران        | دربارهٔ الی و سوپراستار                                                        | نامزدشده |
| ۱۳۸۷ | دیپلم افتخار بهترین بازیگر نقش اول مرد جشنواره فیلم فجر                            | درباره الی                                                                    | پیروز    |
| ۱۳۸۷ | دیپلم افتخار بهترین بازیگر نقش اول مرد در بیست و ششمین جشنواره فیلم فجر            | محیا                                                                          | پیروز    |
| ۱۳۸۷ | سیمرغ بلورین بهترین بازیگر نقش اول مرد جشنواره فیلم فجر                            | سوپر استار                                                                    | پیروز    |
| ۱۳۸۳ | بهترین بازیگر نقش مکمل مرد جشن خانه سینما                                          | شمعی در باد                                                                   | نامزدشده |
| ۱۳۸۳ | سیمرغ بلورین بهترین بازیگر نقش مکمل مرد جشنواره فیلم فجر                           | رستگاری در هشت و بیست دقیقه                                                   | نامزدشده |
| ۱۳۸۲ | سیمرغ بلورین بهترین بازیگر نقش مکمل مرد جشنواره فیلم فجر                           | شمعی در باد                                                                   | نامزدشده |
| ۱۳۸۲ | بهترین بازیگر نقش مکمل مرد جشن خانه سینما                                          | واکنش پنجم                                                                    | نامزدشده |